# بارك جاي-هونغ
بارك جاي-هونغ (هانغل: 박재홍) هو لاعب كرة قدم كوري جنوبي في مركز الدفاع، ولد في 6 أبريل 1990 في كوريا الجنوبية. لعب مع Bucheon FC 1995 ‏.

## وصلات خارجية
- بارك جاي-هونغ على موقع دوري كوريا الجنوبية (الإنجليزية)
- بارك جاي-هونغ على موقع قاعدة بيانات كرة القدم.إي يو (الإنجليزية)
- بارك جاي-هونغ على موقع Soccerway.com (الإنجليزية)